# Craniometrie

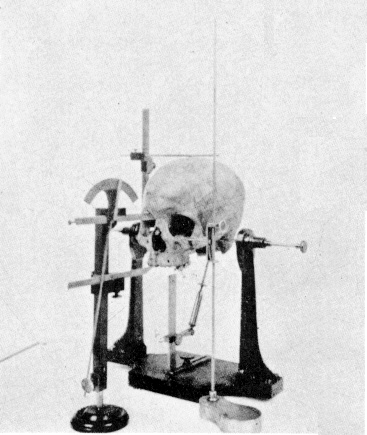
Craniometrie op een schedel. Foto is genomen in 1902

Craniometrie is de studie van de vorm, afmetingen en onderlinge verhoudingen van de botten van de menselijke schedel.
Craniometrie werd toegepast ter ondersteuning van antropologisch en etnologisch onderzoek zoals culturele antropologie. Men dacht dat men aan de hand van de maten en bulten op de schedel uitspraken kon doen over de persoon (frenologie). Wetenschappers als de Fransman Paul Broca en de Engelsman Francis Galton voerden schedelmetingen uit als voorloper van de intelligentietest: hoe groter de schedel, hoe intelligenter de mens.
In het Derde Rijk werd de craniologie gebruikt om de theorieën over de herkomst van het noordse ras te onderbouwen. Zo stuurde Heinrich Himmler in 1938 een team onder leiding van de antropoloog Bruno Berger naar Tibet om door schedelmetingen te "bewijzen", dat de Europeanen zouden afstammen van de Tibetanen.
De methode speelt nog een rol binnen de archeologie bij het bepalen van evolutionaire ontwikkelingen van de mens. Ook kan het een middel zijn bij onderzoek naar diersoorten.